# 坂本直

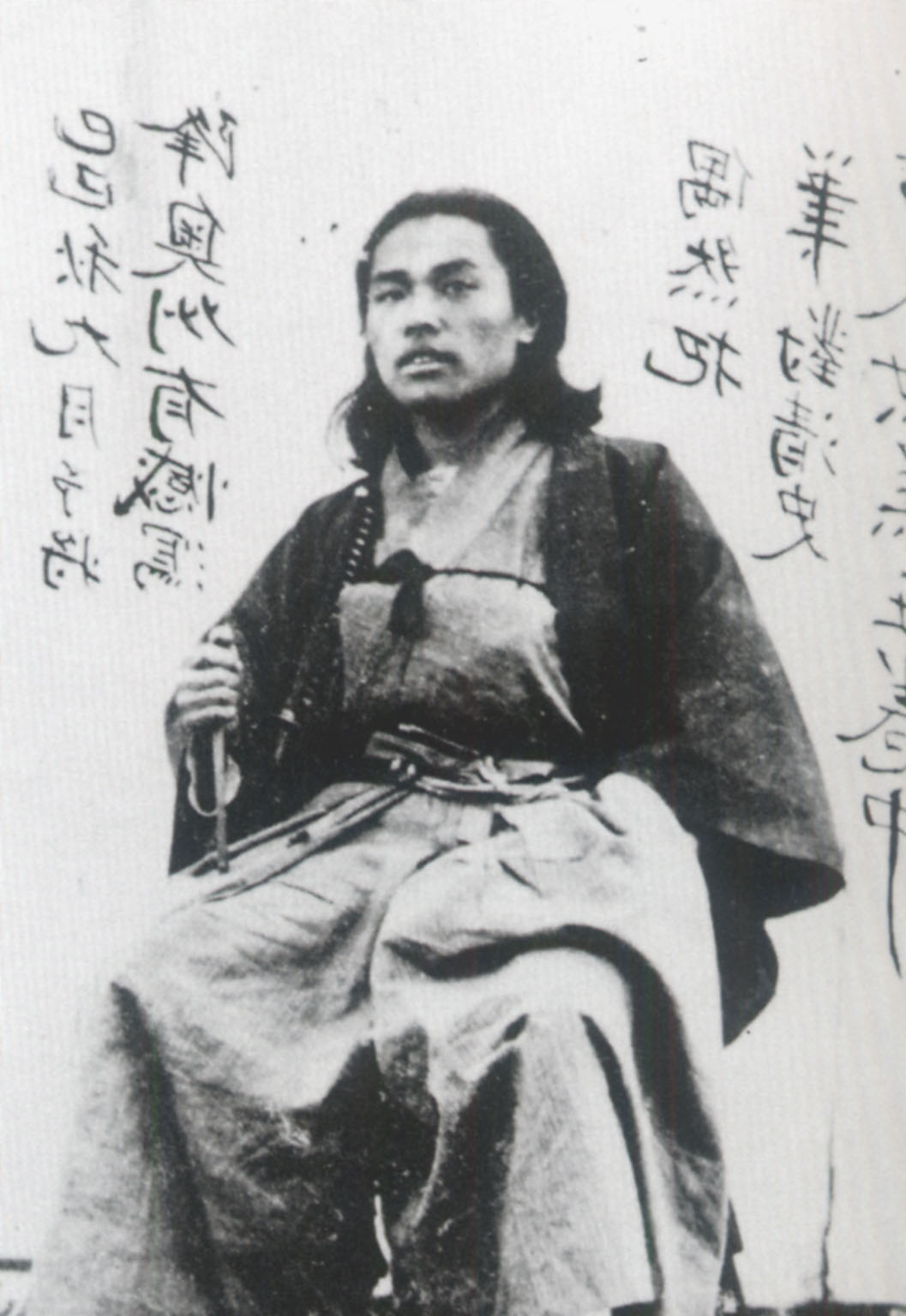
坂本直

坂本 直（さかもと なお、天保13年11月1日（1842年12月2日） - 明治31年（1898年）11月7日）は、武士・海援隊隊士。坂本龍馬の甥であり、龍馬暗殺後は家督を継いだ。幕末は高松太郎と名乗る。妻は瀬田友吉の娘である留（1847-1915）。子に坂本直樹（夭折）・坂本直衛、養子に兼次郎・潔、弟に坂本直寛がいる。坂本龍馬家の当主の一人で、龍馬から数えて2代目に当たる。

## 生涯
天保13年（1842年）、土佐藩の郷士である父・高松順蔵と母・千鶴（龍馬の姉）の長男として生まれる。
19歳の時、九州に剣術修行の旅に出る。旅先で武市半平太に出会ったことをきっかけに土佐勤王党に加盟して尊皇攘夷運動に身を投じるが、のちに叔父・龍馬の紹介によって幕臣・勝海舟の弟子となる。神戸海軍操練所で航海術を習うが、八月十八日の政変の影響で土佐勤王党が弾圧されると、文久3年（1863年）に脱藩。その後、一時は薩摩藩に匿われるが、龍馬や陸奥宗光らと長崎で亀山社中（後の海援隊）を結成。長州藩船ユニオン号を購入するなど活躍する。
王政復古後、箱館裁判所権判事として赴任（小野淳輔名義）するが、旧幕府軍が箱館に侵攻してくると清水谷公考総督らとともに青森に撤退した。維新後は宮内省に出仕するが早々に退職した。
その後の明治4年（1871年）8月、龍馬の家督を相続して朝廷から永世十五人扶持を給せられ、名を坂本直と改める。以後、東京府典事、宮内省雑掌、舎人などを歴任するも、キリスト教信奉を理由に宮内省を免職になる。キリスト教に帰依した後は高知教会(現在、日本基督教団高知教会)の熱心な信者になり、同じくクリスチャンとなった龍馬の暗殺犯とされる今井信郎を龍馬の法要に招いたりもしている。晩年は弟・直寛宅に同居した。明治31年（1898年）、病気のため57歳で死去した。

## 家系
- 直線は実子、二重線は養子[1][2]

1.直柔（龍馬） = 2.直 - 3.直衛 = 4.直道（直寛の子）

## 登場作品
- 『お〜い!竜馬』（原作：武田鉄矢、作画：小山ゆう）- 旧名の高松太郎として登場している。